# تريكسي
تريكسي (بالإنجليزية: Trixie)‏ هو فيلم كوميدي تم إنتاجه في الولايات المتحدة وصدر في سنة 2000. من بطولة إميلي واتسون ونيك نولتي وبريتاني ميرفي وناثان لين.

## قصة
يحكي فيلم «تريكسي» عن السيدة غريبة الأطوار والساذجة تريكسي زوربو، والتي تطمح في الوصول إلى منصب أعلى من عملها الحالي كحارسة أمن، وتتمنى أن تصبح ثرية حتى لو تسبب طموحها هذا في إحداث الكثير من الفوضى.

## روابط خارجية
- تريكسي على موقع IMDb (الإنجليزية)
- تريكسي على موقع ميتاكريتيك (الإنجليزية)
- تريكسي على موقع روتن توميتوز (الإنجليزية)
- تريكسي على موقع نتفليكس (الإنجليزية)
- تريكسي على موقع ألو سيني (الفرنسية)
- تريكسي على موقع أول موفي (الإنجليزية)
- تريكسي على موقع بوكس أوفيس موجو (الإنجليزية)
- تريكسي على موقع فيلمافينيتي (الإسبانية)
- تريكسي على موقع قاعدة بيانات الفيلم (الإنجليزية)
- تريكسي على موقع ليتربوكسد (الإنجليزية)